# Himatolabus rhois
Himatolabus rhois es una especie de coleóptero de la familia Attelabidae.

## Distribución geográfica
Habita en México, Canadá y Estados Unidos.